# Dynamine
Dynamine is een geslacht van vlinders uit de familie Nymphalidae, de schoenlappers, parelmoervlinders en zandoogjes.

## Soorten
- Dynamine aerata (Butler, 1877)
- Dynamine agacles (Dalman, 1823)
- Dynamine agatha (Oberthür, 1916)
- Dynamine agnes Röber, 1915
- Dynamine amazonica Röber, 1915
- Dynamine amplias (Hewitson, 1859)
- Dynamine anubis (Hewitson, 1859)
- Dynamine arene Hübner, [1823]
- Dynamine artemesia (Fabricius, 1793)
- Dynamine ate (Godman & Salvin, [1883])
- Dynamine athemon (Linnaeus, 1758)
- Dynamine caeades (Burmeister, 1878)
- Dynamine chryseis (Bates, 1865)
- Dynamine coenus (Fabricius, 1793)
- Dynamine colombiana Talbot, 1932
- Dynamine davinae Brévignon, 2008
- Dynamine decima (Hewitson, 1852)
- Dynamine dyonis Geyer, 1837
- Dynamine egaea Fabricius, 1775
- Dynamine eldritha Zikán, 1937
- Dynamine erchia (Hewitson, 1852)
- Dynamine getae (Godman & Salvin, 1878)
- Dynamine gillotti Hall, 1930
- Dynamine gisella (Hewitson, 1857)
- Dynamine glauce Bates, 1865
- Dynamine haenschi Hall, 1917
- Dynamine hecuba (Schaus, 1913)
- Dynamine hoppi Hering, 1926
- Dynamine ines (Godart, [1824])
- Dynamine intermedia Talbot, 1932
- Dynamine isolda Hall, 1919
- Dynamine laugieri (Oberthür, 1916)
- Dynamine limbata (Butler, 1877)
- Dynamine luisiana Fassl, 1922
- Dynamine maeon Doubleday, 1849
- Dynamine marcoyi Hall, 1935
- Dynamine meridionalis Röber, 1915
- Dynamine michaeli Niepelt, 1926
- Dynamine mylitta Cramer, 1782
- Dynamine myrrhina (Doubleday, 1849)
- Dynamine myrson (Doubleday, 1849)
- Dynamine neoris (Hewitson, 1859)
- Dynamine niveata (Butler, 1877)
- Dynamine onias (Hewitson, 1857)
- Dynamine paulina (Bates, 1865)
- Dynamine pebana Staudinger, [1885]
- Dynamine perpetua (Bates, 1865)
- Dynamine persis (Hewitson, 1859)
- Dynamine pieridoides Felder, 1867
- Dynamine postverta (Cramer, [1780])
- Dynamine racidula (Hewitson, 1852)
- Dynamine salpensa Felder, 1862
- Dynamine sara (Bates, 1865)
- Dynamine serina (Fabricius, 1775)
- Dynamine setabis (Doubleday, 1849)
- Dynamine smerdis Tessmann, 1928
- Dynamine sosthenes (Hewitson, 1869)
- Dynamine theseus (C. & R. Felder, 1861)
- Dynamine tithia (Hübner, [1823])
- Dynamine vicaria (Bates, 1865)
- Dynamine zenobia (Bates, 1865)
- Dynamine zerlina Niepelt, 1926
- Dynamine zetes Ménétriés, 1832